# Nicèfor Sinadè
Nicèfor Sinadè (grec medieval: Νικηφόρος Συναδηνός, Nikiforos Sinadinós; mort el 18 d'octubre del 1081 a Dirràquion) fou un noble romà d'Orient que el 1080 i el 1081 fou durant un breu temps el successor designat de l'emperador Nicèfor III Botaniates.

## Biografia
Després de la seva pujada al tron el 24 de març del 1078, l'emperador Nicèfor III havia contret matrimoni amb Maria d'Alània, l'exmuller de l'emperador deposat Miquel VII Ducas, per legitimar la seva posició. Tanmateix, Constantí Ducas, el fill de Maria amb Miquel, perdé la seva condició de coemperador, puix que Nicèfor no estava d'acord amb la seva prometença a Helena, filla del duc normand Robert Guiscard. El 1080, Nicèfor Sinadè, un nebot de l'emperador, en fou designat el successor. Malgrat que Anna Comnena trobava que era un home «de llinatge il·lustre, ben plantat, forçut i eixerit», titllà aquesta decisió de cras error, car donava als normands un pretext per atacar l'Imperi Romà. Nicèfor fou promès a Zoè Ducena.
Maria d'Alània, que discrepava del seu marit, feu costat al cop d'estat del general Aleix Comnè, que accedí al tron el 4 d'abril del 1081. Juntament amb Constanci Ducas, Lleó Diògenes i Nicèfor Diògenes, fou un dels joves generals que l'octubre del 1081 sortiren a l'encontre dels invasors normands en la batalla de Dirràquion, en la qual caigué mort.